# Mirko Corsano
Mirko Corsano, né le 28 octobre 1973 à Casarano, en Italie, est un joueur de volley-ball italien. Il mesure 1,91 m et joue libero. Il totalise 158 sélections en équipe nationale d'Italie.

## Clubs
| Club               | Pays   | De        | À         |
| ------------------ | ------ | --------- | --------- |
| Pallavolo Parme    | Italie | 1990-1991 | 1993-1994 |
| Materdomini Volley | Italie | 1994-1995 | 1995-1996 |
| Rome Volley        | Italie | 1996-1997 | 1996-1997 |
| Villa d'Oro Modène | Italie | 1997-1998 | 1997-1998 |
| Gonzaga Milan      | Italie | 1998-1999 | 1998-1999 |
| AS Volley Lube     | Italie | 1999-2000 | 2009-2010 |
| M. Rome Volley     | Italie | 2010-2011 | 2011-2012 |

## Palmarès
- En club
  - Championnat d'Italie : 1992, 1993, 2006
  - Coupe d'Italie : 1992, 2001, 2003
  - Ligue des champions : 2002
  - Coupe des Coupes : 1992
  - Coupe de la CEV : 1992, 2001, 2006
  - Supercoupe d'Europe : 1990

- En équipe nationale d'Italie
  - Championnat du monde : 1998
  - Ligue mondiale : 1999, 2000
  - Championnat d'Europe : 1999, 2005

## Distinctions
- Chevalier grand-croix de l'ordre du Mérite de la République italienne le 25 juillet 2000.